# Trampolino elastico ai Giochi europei
Il trampolino elastico è stata inserito nel programma dei Giochi europei sin dall'edizione inaugurale che si è svolta nel 2015.

## Edizioni
| Giochi | Anno | Sede  | Gare |
| ------ | ---- | ----- | ---- |
| I      | 2015 | Baku  | 4    |
| II     | 2019 | Minsk | 4    |

## Medagliere complessivo
Aggiornato alla seconda edizione
| Pos.   | Paese       | Oro | Argento | Bronzo | Totale |
| ------ | ----------- | --- | ------- | ------ | ------ |
| 1      | Russia      | 4   | 1       | 1      | 6      |
| 2      | Bielorussia | 2   | 2       | 2      | 6      |
| 3      | Francia     | 1   | 1       | 1      | 3      |
| 4      | Polonia     | 1   | 0       | 0      | 1      |
| 5      | Ucraina     | 0   | 2       | 0      | 2      |
| 6      | Regno Unito | 0   | 1       | 0      | 1      |
| 6      | Georgia     | 0   | 1       | 0      | 1      |
| 8      | Portogallo  | 0   | 0       | 2      | 2      |
| 9      | Azerbaigian | 0   | 0       | 1      | 1      |
| 9      | Germania    | 0   | 0       | 1      | 1      |
| Totale | Totale      | 8   | 8       | 8      | 24     |